# Santa Fé de Goiás
Pour les articles homonymes, voir Santa Fe.
Santa Fé de Goiás est une municipalité brésilienne de l'État de Goiás et la microrégion du Rio Vermelho.